# 39, rue du Château-d'Eau
39, rue du Château-d'Eau je adresa domu v Paříži, který je považován za nejmenší dům ve městě. 

## Umístění
Dům se nachází v ulici Rue du Château-d'Eau v 10. obvodu v blízkosti radnice 10. obvodu a tržnice Saint-Martin.

## Popis
Průčelí má na šířku pouhých 1,10 m a je 5 m vysoké. Dům je vklíněn mezi dvě vyšší budovy a skládá se z jednoho skladu v přízemí a jednoho pokoje v prvním patře, který dříve sloužil k bydlení.

## Historie
Dům vznikl v úzkém průchodu mezi Rue du Château-d'Eau a Rue du Faubourg-Saint-Martin jako důsledek sporu mezi dědici tohoto průchodu.